# Adeline McElfresh
Adeline McElfresh, née le 28 mai 1918 dans le comté de Knox, en Indiana, est un auteur américain de roman policier, de roman d'amour et de littérature d'enfance et de jeunesse.  Elle a signé des œuvres sous les pseudonymes Jennifer Blair, John Cleveland, Jane Scott et Elizabeth Wesley.

## Biographie
Entre 1936 et 1942, elle travaille comme correctrice d’épreuves pour une firme de Vincennes, en Indiana.  Pendant un an, elle est ensuite reporter pour un journal de Troy en Ohio, puis revient chez son premier employeur à titre d’éditrice des pages féminines de magazines. En 1956, elle démissionne de son poste pour se consacrer à l’écriture.  Elle devient toutefois directrice des relations publiques dans un hôpital de 1966 à 1968, et retourne à l’écriture.  Nommée membre du comité de rédaction chez son premier employeur de 1973 à 1983, elle continue de publier des romans à un rythme soutenu.
Elle amorce sa carrière littéraire par la publication, entre 1949 et 1956, de romans policiers, mâtinés de romance. Elle abandonne ensuite le genre policier et n’y revient que dans les années 1970, sous le pseudonyme de Jennifer Blair, pour faire paraître quelques récits d’énigme se déroulant dans des décors exotiques, qui appartiennent à la littérature d’enfance et de jeunesse, et qu’elle pimente de sentimentalisme et d’aventures.  Elle est surtout connue pour être une spécialiste des romans d’amour, situés dans le milieu médical, prétexte à la narration des idylles entre médecins et infirmières.

## Œuvre

### Romans policiers

#### Signés Adeline Mc Elfresh
- My Heart Went Dead (1949)
- Murder with Roses (1950) Publié en français sous le titre Sarah la folle, Paris, Librairie des Champs-Élysées, Le Masque no 1032, 1968
- Keep Back The Dark (1951)
- Charlotte Wade (1952)
- Shattered Halo (1956)

#### Signés Jennifer Blair
- Assignment in the Islands (1970)
- Skye Manor (1971)
- Danger at Olduvai (1972)
- Evil Island (1974)
- Dangerous Assignment (1975)
- Kanesbrake (1975)
- The Long Shadow (1976)

#### Signé John Cleveland
- Minus One Corpse (1954)

### Romans d’amour

#### SérieDrJane Romancesignée Adeline McElfresh
- Doctor Jane (1954 )
- Calling Doctor Jane (1957)
- Dr Jane's Mission (1958)
- Dr Jane Comes Home (1959)
- Dr Jane's Choice (1961)
- Dr Jane, Intern (1966)

#### SérieJill Nolansignée Adeline McElfresh
- Jill Nolan, R.N. (1962)
- Jill Nolan, Surgical Nurse (1962)
- Jill Nolan's Choice (1963)
- Nurse Nolan's Private Duty (1963)

#### Autres romans signés Adeline McElfresh
- Homecoming (1953)
- The Old Baxter Place (1954)
- Ann and The Hoosier Doctor (1955)
- Nurse Kathy (1956)
- Young Doctor Randall (1957)
- Career for Jenny (1958)
- New Love For Cynthia (1958)
- Hill Country Nurse (1959)
- Kay Manion, M.D. (1959)
- Team Up for Ann (1959)
- Ann Kenyon, Surgeon (1960)
- Wings for Nurse Bennett (1960)
- Summer Change (1960)
- Hospital Hill (1961)
- Night Call (1961)
- Romantic Assignment (1961)
- To Each Her Dream (1961)
- Jeff Benton, M.D. (1962)
- A New Challenge for Dr Jane (1963)
- The Magic of Dr Farrar (1965)
- New Nurse at Dorn Memorial (1969)
- Nurse for Mercy’s Mission (1969)
- The Two Loves of Nurse Ellen (1969)
- Nurse in Yucatan (1970)
- Doctor of Blue Hollow (1971)
- Ellen Randolph, R.N. (1971)
- Flight Nurse (1971)
- Nurse Anne (1971)
- If Dreams Were Wild Horses (1988) Publié en français sous le titre Un regard suffit, Paris, Harlequin, coll. Duo: série Coup de foudre no 177, 1991
- Sycamore Point (1990)
- Crane's Mountain (1990)

#### Signés Jennifer Blair
- To Last a Lifetime (1977)
- Safe Harbour (1977)

#### Signés Elizabeth Wesley
- Ann Foster, Lab Technician (1956)
- Sharon James, Free-Lance Photographer (1956)
- Nora Meade, M.D. (1955)
- Polly's Summer Stock (1957)
- Doctor Barbara (1958)
- Nurse Judy (1958)
- Jane Ryan, Dietician (1959)
- Doctor Dee (1960)
- Doctor Dee's Choice (1962)
- Doctor Dorothy's Choice (1963)
- The Patient in 711 (1972)

#### Signés Jane Scott
- Barbara Owen, Girl Reporter (1956)
- Kay Rogers, Copy Writer (1956)
- Nurse Nancy (1959)
- A Nurse for Rebels’ Run (1960)
- A New Love for Cynthia (1971)

## Sources
- Jacques Baudou et Jean-Jacques Schleret, Le Vrai Visage du Masque, vol. 1, Paris, Futuropolis, 1984, 476 p. (OCLC 311506692), p. 293.